# 澤列尼蓋 (若夫特涅維區)
46°56′22″N 32°14′29″E / 46.93944°N 32.24139°E
澤列尼蓋（烏克蘭語：Зелений Гай），是烏克蘭南部的村莊，隸屬尼古拉耶夫州的尼古拉耶夫區。該村始建於1963年，面積0.03平方公里，海拔高度42米，2001年人口1,128，人口密度每平方公里37,600人。